# Pablo Tiscornia
Juan Pablo Tiscornia Baptista (ur. 15 lutego 1974 w Montevideo) – urugwajski piłkarz występujący na pozycji środkowego obrońcy, trener piłkarski.